# Генрі Фіцджеральд, 12-й граф Кілдер

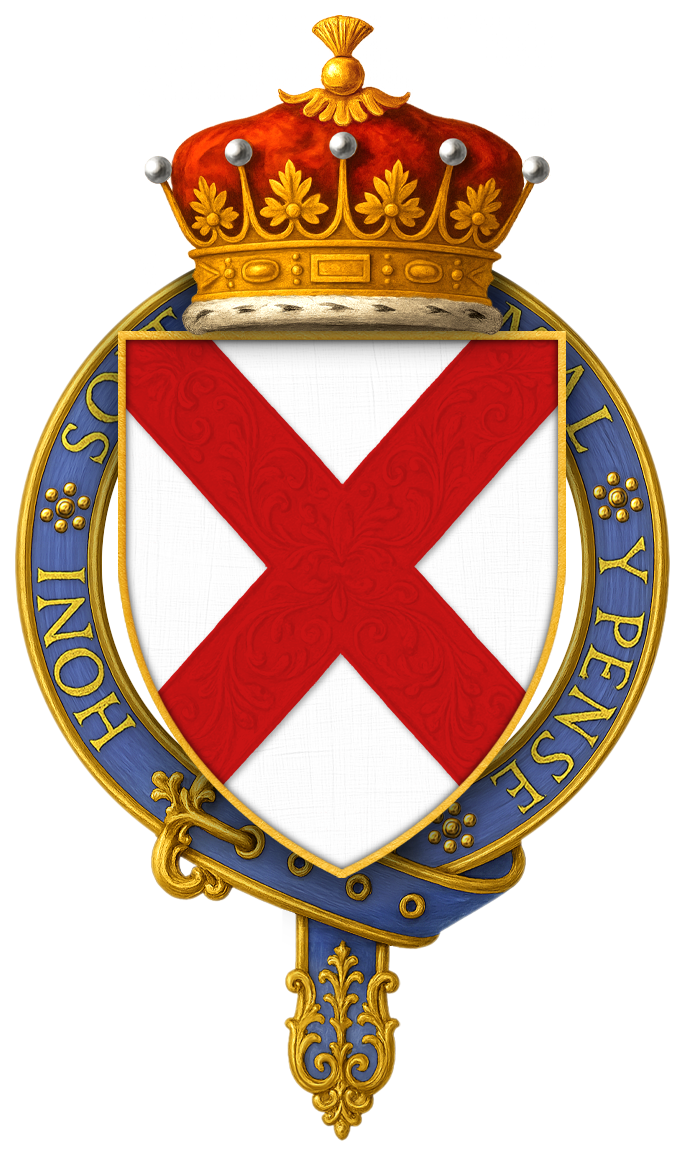
Герб Генрі ФітцДжеральда — ХІІ графа Кілдер.

Генрі Фітцджеральд (англ. Henry FitzGerald, 12th Earl of Kildare; 1562 — 1 серпня 1597) — ХІІ граф Кілдер — відомий як Генрі на Туах — «Генрі Сокира» — ірландський аристократ, лорд, граф, пер Ірландії, політик, полководець, державний і військовий діяч.

## Життєпис
Генрі ФітцДжеральд був сином Джеральда ФітцДжеральда — ХІ графа Кілдер та Мейбл Браун. Прізвисько Генрі на Туах (ірл. — Henry na Tuagh) — Генрі Бойова Сокира він отримав за участь у бойових діях під час нашестя іспанської «Непереможної армади» на Британські острови в 1588 році. У 1597 році він брав участь у придушенні повстання короля Тір Еогайн — графа Тірона в Ольстері за незалежність Ірландії. Під час цієї війни він був смертельно поранений.

## Родина
Генрі ФітцДжеральд одружився з Франсес Говард — дочкою Чарльза Говарда — І графа Нотінгем та Кетрін Кері. Шлюб відбувся в 1589 році. У них не було синів, тому володіння, замки, маєтки та титул графа Кілдер успадкував його брат Вільям ФітцДжеральд, що став ХІІІ графом Кілдер. Але в цьому шлюбі були дочки. Вижили як мінімум дві дочки:
- леді Бріджит (біля 1590 — біля 1661) — вперше одружилась з Рорі О'Доннеллом — І графом Тірконнелл. Другий раз одружилась з Майклом Барнволлом — І віконтом Барнволл. Від обох чоловіків вона мала дітей.
- леді Елізабет (пом. 1611) — одружилась з Люком Планкеттом — І графом Фінгалл, коли він ще був бароном Кілін. Вона померла в Дубліні в 1611 році, після цього її чоловік одружувався ще три рази і став графом Фінгалл в 1628 році.